# Henning Grieneisen
Henning Grieneisen (* 9. September 1984 in Arolsen, heute Bad Arolsen) ist ein ehemaliger deutscher Fußballspieler.

## Karriere
In der Jugend spielte Grieneisen beim VfB Salzkotten im westfälischen Salzkotten sowie ab 1997 bei Arminia Bielefeld. Von 2003 bis 2005 spielte er in der zweiten Mannschaft der Arminia, mit der er 2004 in die Regionalliga aufstieg. In der Saison 2004/05 kam er zudem zu einem Einsatz in der Erstliga-Mannschaft des Vereins: Am zweiten Spieltag wurde er beim 1:0-Sieg bei Hannover 96 in der 90. Minute beim Stand von 1:0 für Delron Buckley eingewechselt.
Nachdem Bielefelds Amateure 2005 wieder in die Oberliga abgestiegen waren, wurde Grieneisen zum in der Regionalliga Nord spielenden Holstein Kiel ausgeliehen. 2006 verpflichteten ihn die Kieler vollständig.
Zur Saison 2007/08 wechselte Henning Grieneisen zum Zweitligisten VfL Osnabrück. 2008/09 stieg er mit der Mannschaft ab. Obwohl der VfL zunächst an einer Vertragsverlängerung interessiert war, kam es zunächst zu keiner Einigung. Erst am 28. August 2009, und somit unmittelbar vor dem 6. Spieltag, konnten sich beide Seiten auf einen neuen Vertrag einigen. Einige Wochen später erzielte er im DFB-Pokal in der zweiten Runde gegen den damaligen Tabellenführer Hamburger SV trotz eines im Spiel erlittenen Außenbandriss im linken Knie in der 116. Minute den 3:3-Ausgleichstreffer und bewahrte den VfL damit vor dem Ausscheiden. Osnabrück gewann das folgende Elfmeterschießen und zog später noch ins Viertelfinale ein. Im weiteren Saisonverlauf kam Grieneisen unter VfL-Trainer Karsten Baumann jedoch nur noch sporadisch als Einwechselspieler in vierzehn Spielen zum Einsatz. Dem VfL gelang der sofortige Wiederaufstieg, Grieneisen wurde zur folgenden Saison jedoch aus dem Kader gestrichen und ihm ein Vereinswechsel nahegelegt.
Nach erfolglosem Probetraining beim von Winfried Schäfer trainierten FK Baku in Aserbaidschan und folgend beim von Peter Vollmann trainierten Drittligisten Hansa Rostock, wechselte der Offensiv-Allrounder Grieneisen Ende August 2010 schließlich zur zweiten Mannschaft des SV Werder Bremen in die 3. Liga. Mit Werders Reservemannschaft platzierte er sich zum Saisonende auf Rang 18 und schaffte somit knapp den Klassenerhalt, an dem er mit einem Tor in neunzehn Spielen seinen Anteil hatte.
Anfang August 2011 erfolgte ein Wechsel zum Regionalligisten Sportfreunde Lotte. In Saison 2012/13 holte er sich mit den Sportfreunden den Meistertitel der Regionalliga West, welcher zur Teilnahme an der Aufstiegsrunde in die 3. Liga berechtigte. Dort allerdings scheiterte Lotte gegen den späteren Bundesligisten RB Leipzig und Grieneisen verblieb bis 2015 weiterhin in der Regionalliga.
Im Sommer 2015 schloss sich der gebürtige Bad Arolsener dem Landesliga-Aufsteiger TuS Bersenbrück an. Nach drei Spielen in der Landesliga und einem erlittenen Kreuzbandriss beendete Grieneinsen seine aktive Laufbahn. 2020 arbeitete Grieneisen für einen bekannten deutschen Lebensmitteldiscounter.

### Erfolge
- Aufstieg in die Regionalliga mit Arminia Bielefeld Amateure (2004)
- Aufstieg in die 2. Bundesliga mit dem VfL Osnabrück (2010)
- Meister in der 3. Liga mit dem VfL Osnabrück (2010)
- Meister in der Regionalliga West mit dem SF Lotte (2013)

## Anmerkung und Einzelnachweis
1. ↑  Laut kicker.de spielte er ab 1990 bei Salzkotten, laut transfermarkt.de erst ab 1991.
2. ↑  Yvonne Lehnfeld: Henning Grieneisen zurück an Bord. In: vfl.de. 28. August 2009, archiviert vom Original am 31. August 2009; abgerufen am 23. August 2020.
3. ↑  fc-hansa.de: F.C. Hansa testet Probetrainierer Henning Grieneisen. 11. August 2010, abgerufen am 7. Februar 2021.
4. ↑  werder.de: Henning Grieneisen verstärkt Werders U 23. 27. August 2010, abgerufen am 7. Februar 2021.
5. ↑  sf-lotte.de: Ex-VfL`er Henning Grieneisen kommt. 2. August 2011, archiviert vom Original (nicht mehr online verfügbar) am 14. Februar 2021; abgerufen am 7. Februar 2021.  Info: Der Archivlink wurde automatisch eingesetzt und noch nicht geprüft. Bitte prüfe Original- und Archivlink gemäß Anleitung und entferne dann diesen Hinweis.
6. ↑  noz.de: Ex-Profi Henning Grieneisen verstärkt Bersenbrück. 31. August 2015, abgerufen am 7. Februar 2021.
7. ↑  Benjamin Kraus: Bei Spiel in Friesoythe: Ex-VfL-Profi Grieneisen: Kreuzbandriss in Landesliga. Abgerufen am 7. Februar 2021.
8. ↑  Osnabrück vs Lotte: Interview mit Henning Grieneisen. 24. August 2017, abgerufen am 7. Februar 2021 (deutsch).
9. ↑  Udo Muras: Eine Minute Ruhm: 60 Sekunden Bundesliga, heute bei Aldi. In: Die Welt. 4. August 2020 (welt.de [abgerufen am 7. Februar 2021]).

| Personendaten    | Personendaten            |
| ---------------- | ------------------------ |
| NAME             | Grieneisen, Henning      |
| KURZBESCHREIBUNG | deutscher Fußballspieler |
| GEBURTSDATUM     | 9. September 1984        |
| GEBURTSORT       | Bad Arolsen, Deutschland |